# Monastero di Debrè Bizen
Il Monastero di Debrè Bizen (traslitterato anche Dabrà Bizan) è un complesso monastico fra i più antichi e venerati della chiesa ortodossa eritrea di confessione eustaziana, situato a 2460 m s.l.m. sulla cima del monte Bizen vicino alla città di Nefasit, nella regione dell'Amasien in Eritrea. La sua biblioteca contiene molti importanti manoscritti in lingua ge'ez risalenti al XV secolo.

## Storia

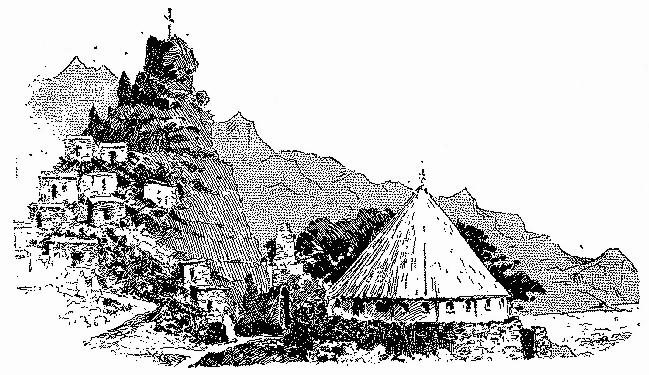
Incisione di Debrè Bizen, originariamente pubblicato in JT Bent, The Sacred City of the Ethiopians (Londra, 1896)

Il monastero di Debrè Bizen fu fondata nel 1350 dall'Abuna Filippos,  che era uno studente di Absādi. Nel 1400, il monastero seguì il dominio della casa di Euostateuos (in greco antico: Εὐστάθιος?, Eustáthios) e un gadl ( agiografia ) di Euostateuos fu successivamente composto lì. Secondo Tom Killion, rimase indipendente dalla Chiesa ortodossa etiope, mentre Richard Pankhurst afferma che continuò a dipendere dalla chiesa ortodossa etiope di Tewahedo centrata su Axum. In entrambi i casi, una carta superstite all'imperatore Zara Yaqob in cui concede terre a Debrè Bizen.
Il monastero fu una delle numerose abitazioni danneggiate dall'impero ottomano nelle loro campagne per stabilire il loro Eyalet di Habesh nel XVI secolo.
Quando Abuna Yohannes XIV, che venne dal Cairo in Etiopia per servire come capo della Chiesa etiopica, fu trattenuto per il riscatto ad Arkiko dal naib locale, l'abate di Debrè Bizen lo aiutò a fuggire.
Nel 1937 era abitato da circa 300 monaci copti.
Il monastero, secondo l'uso orientale, è costituito da varie casupole in ciascuna delle quali vive un monaco con uno o più servi, che l'aiutano nel disbrigo delle faccende. Sono presenti due chiese consacrate rispettivamente a San Filippo e a San Giovanni.

### Filmografia
- Il convento copto di Monte Bizen, Cinegiornale Luce, 15 dicembre 1937.
- Il maresciallo Graziani in visita al famoso convento copto del monte Bizen, Cinegiornale Luce, 27 dicembre 1937.